# Ауэрсбах
Ауэрсбах (нем. Auersbach) — коммуна в Австрии, в федеральной земле Штирия.
Входит в состав округа Фельдбах. Население составляет 880 человек (на 1 января 2014 года). Занимает площадь 12,59 км².

## Политическая ситуация
Бургомистр коммуны — Хельмут Бухграбер (АНП) по результатам выборов 2005 года.
Совет представителей коммуны (нем. Gemeinderat) состоит из 9 мест.
- АНП занимает 6 мест.
- СДПА занимает 2 места.
- независимые: 1 место.